# В'язикиничі
В'язикиничі (рос. Вязикиничи) — присілок у Лодєйнопольському районі Ленінградської області Російської Федерації.
Населення становить 26 осіб. Належить до муніципального утворення Альоховщинське сільське поселення.

## Історія
Згідно із законом від 20 вересня 2004 року № 63-оз належить до муніципального утворення Альоховщинське сільське поселення.

## Населення
| 1838 | 1862 | 1885 | 1997 | 2007 | 2010 | 2014 |
| ---- | ---- | ---- | ---- | ---- | ---- | ---- |
| 79   | ↗83  | ↘76  | ↘22  | ↘19  | ↗20  | ↘19  |
| 2015 | 2016 |      |      |      |      |      |
| ↗23  | ↗26  |      |      |      |      |      |